# Danse en Chine

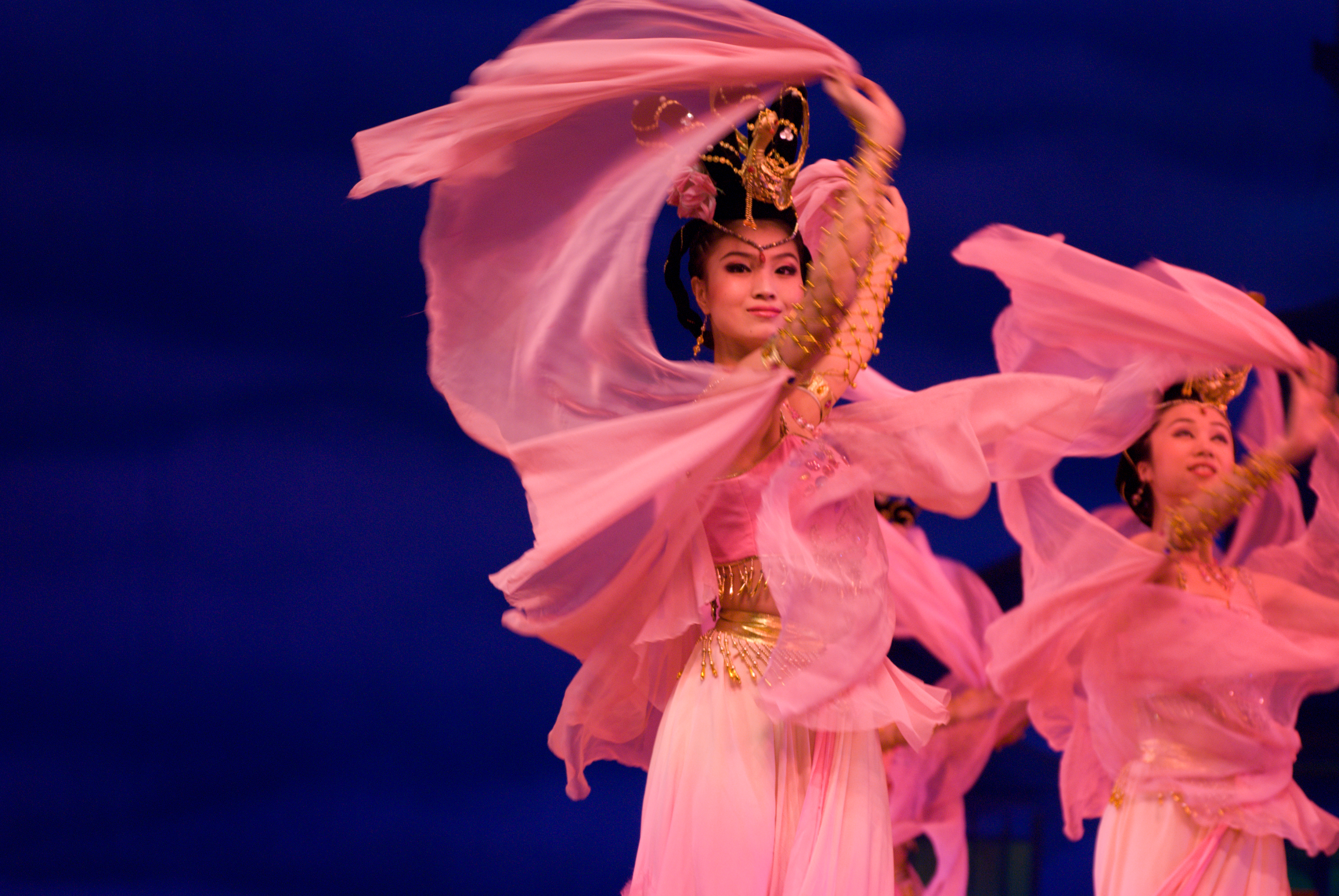
Danseuses chinoises.

La danse en Chine s'exprime sous plusieurs formes, présentant un mélange entre des courants traditionnels et modernes couvrant de grandes variétés différentes allant du folk à l'opéra en passant par le ballet. Elle s'effectue dans divers circonstances, lors, notamment, de célébrations publiques, de rituels et de cérémonies. Les danses chinoises les plus connues de nos jours sont probablement la danse du dragon et la danse du lion.
Enfin, chacun des 56 groupes ethniques officiels de Chine possède ses propres danses.

## Histoire

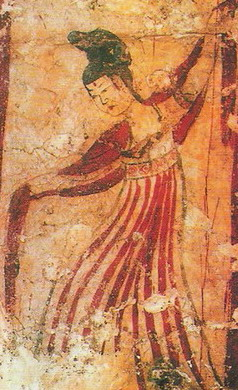
Danseuse de l'ère Tang représentée sur un mur de Xi'an.

L'histoire de la danse chinoise remonte à plusieurs milliers d'années. Le mot « danse » () en chinois, sculpté dans les os oraculaires, est lui-même un pictogramme représentant un danseur tenant des queues d'animaux domestiques (en) dans chacune de ses mains. 
Certaines danses chinoises, telles celle avec des habits à longues manches, remontent au moins jusqu'à la période de la dynastie Zhou. La danse la plus importante des premières périodes est la danse rituelle et cérémonielle appelée yayue, qui est dansée jusqu'à la dynastie Qing.
Lors de l'ère des Six Dynasties (220-589), la musique et la danse sont fortement influencées par l'Asie centrale. L'art de la danse atteint un sommet lors de la dynastie Tang, alors qu'elles sont variées et cosmopolites. Un grand nombre de danses sont recensées à cette époque : environ 60 performances à grande échelle sont produites à la cour.

## Danse traditionnelle

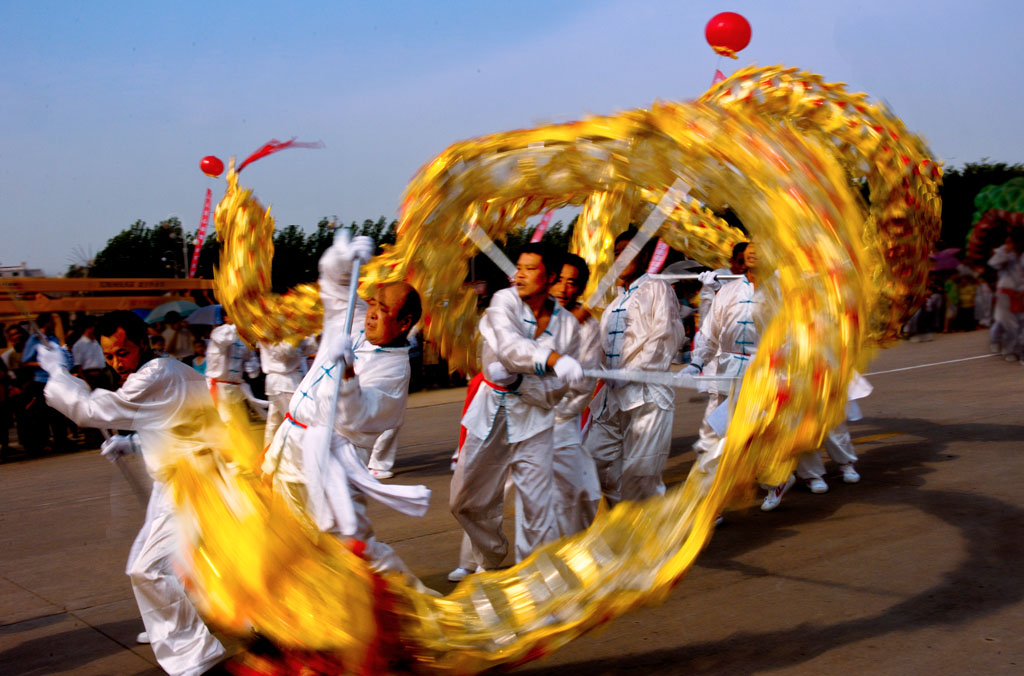
Danse du dragon.

On compte parmi les danses traditionnelles chinoises les danses folk, les danses pratiquées lors de rituels ou de spectacles et les danses réalisées à la cour impériale. 
Les danses traditionnelles chinoises les plus connues sont la danse du dragon et la danse du lion, qui ont adopté plusieurs formes selon les époques. Une forme de danse du lion similaire à celle de nos jours est décrite dès la dynastie Tang.
Les danseurs chinois se seraient costumés sous la forme d'animaux et de bêtes mythiques depuis un certain temps. Lors de la dynastie Han, on note certains costumes de dragons, bien que la forme de la danse du dragon de l'époque serait très différente de la forme moderne. À une certaine époque, cette danse était effectuée comme rituel appelant la pluie en temps de sécheresse, alors que le dragon oriental était associé à la pluie,. On note ainsi des performances où les danseurs étaient costumés en dragon vert, jouant de la flûte, et d'autres où un poisson se transformait en dragon,.

### Danse du dragon
La danse du dragon moderne implique la manipulation, par une dizaine de personnes, d'une structure légère en forme de dragon. Pour manipuler cette dernière, les danseurs utilisent des bâtons répartis à intervalles réguliers. Le « dragon » peut ainsi être très long et impliquer une centaine de danseurs. Il existerait 700 variétés de danse du dragon en Chine.

### Danse du lion

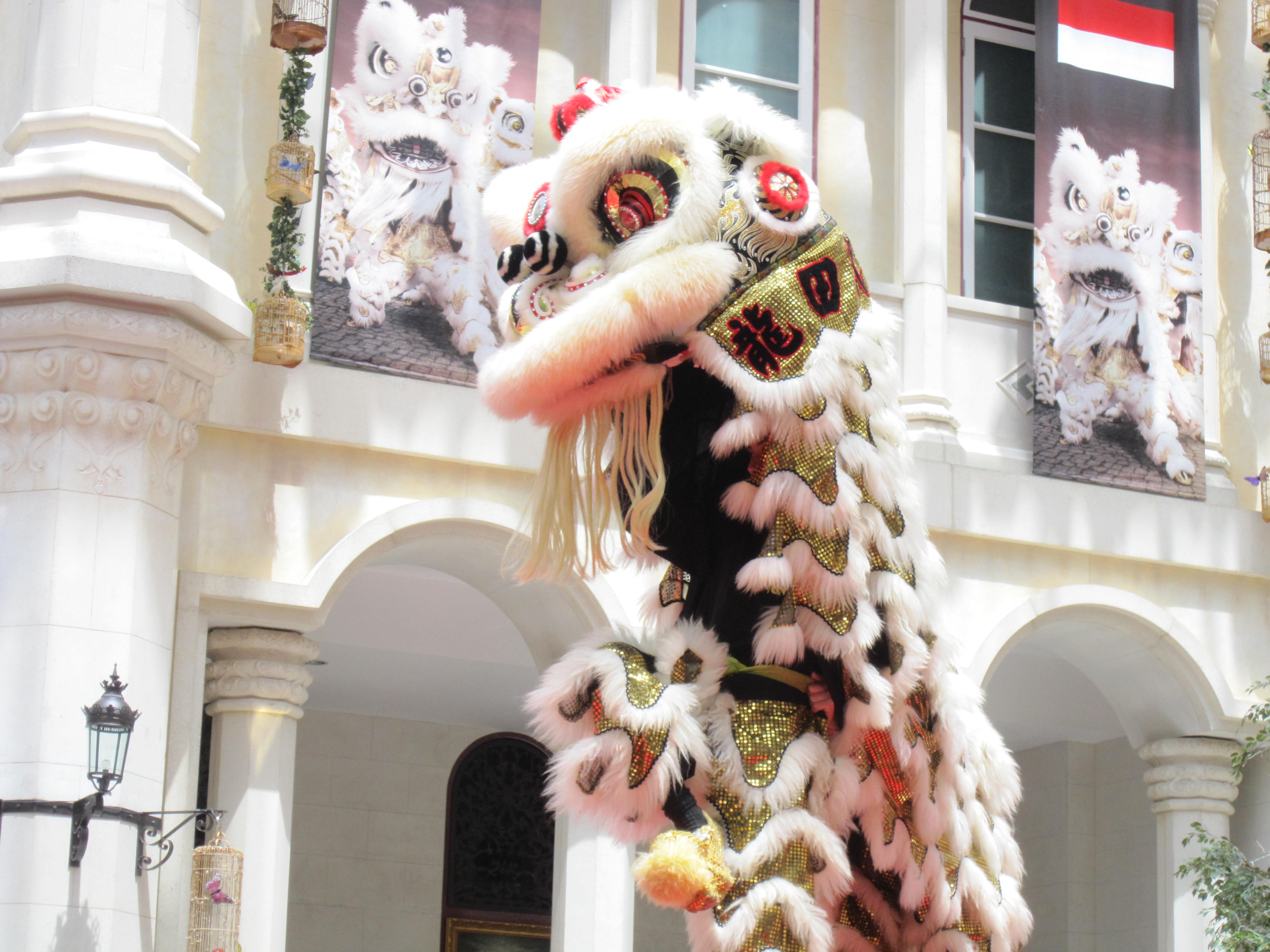
Danse du lion.

La danse du lion aurait été introduite, n'ayant pas ses origines en Chine puisque cet animal ne s'y retrouve pas. La danse proviendrait de l'Inde ou de la Perse,. D'ailleurs, le mot chinois pour « lion », shi (獅), pourrait provenir du perse šer.
Une description détaillée de la danse du lion est donnée lors de la dynastie Tang et on la considère comme d'origine étrangère. Cependant, elle apparaît en Chine dès le IIIe siècle. Lors des dynasties du Nord et du Sud, elle est associée au bouddhisme. 
Une version s'apparentant à la version moderne de la danse du lion est décrite dans le poème Western Liang Arts (西凉伎) du poète Bai Juyi. Les danseurs portent un costume de lion constitué d'une tête en bois, d'une queue en soie et d'un corps en fourrure, avec des yeux couverts d'or et des dents plaquées d'argent, ainsi que des oreilles amovibles.
Il existe deux variantes de la danse du lion : les variantes du nord et du sud. On retrouve également une danse du lion au Tibet, où elle est plutôt appelée « danse du lion des neiges.

## Danses traditionnelles ethniques
- Danses traditionnelles chinoises (ethniques), dont la troupe Shen Yun Performing Arts[14],[15],[16]
- China National Ethnic Song and Dance Ensemble (en)
- Tibet : Cham, Ache Lhamo, Institut tibétain des arts du spectacle
- Gansu : Dunhuang dance
- Yunnan : musique et danse de l'ethnie dai, Peacock dance (en)
- Xinjiang : musique ouïghoure (et danses), Sanam (dance) (en)
- Yingge dance (en)
- Danse Baishou
- Errenzhuan

## Danses rituelles
- Yayue, à rapprocher de la musique de cour coréenne A-ak ou japonaise gagaku.

## Danse contemporaine

### 1900-1950
- Bright Moon Song and Dance Troupe (en) (Shanghaï, 1930c)

### 1950-1980

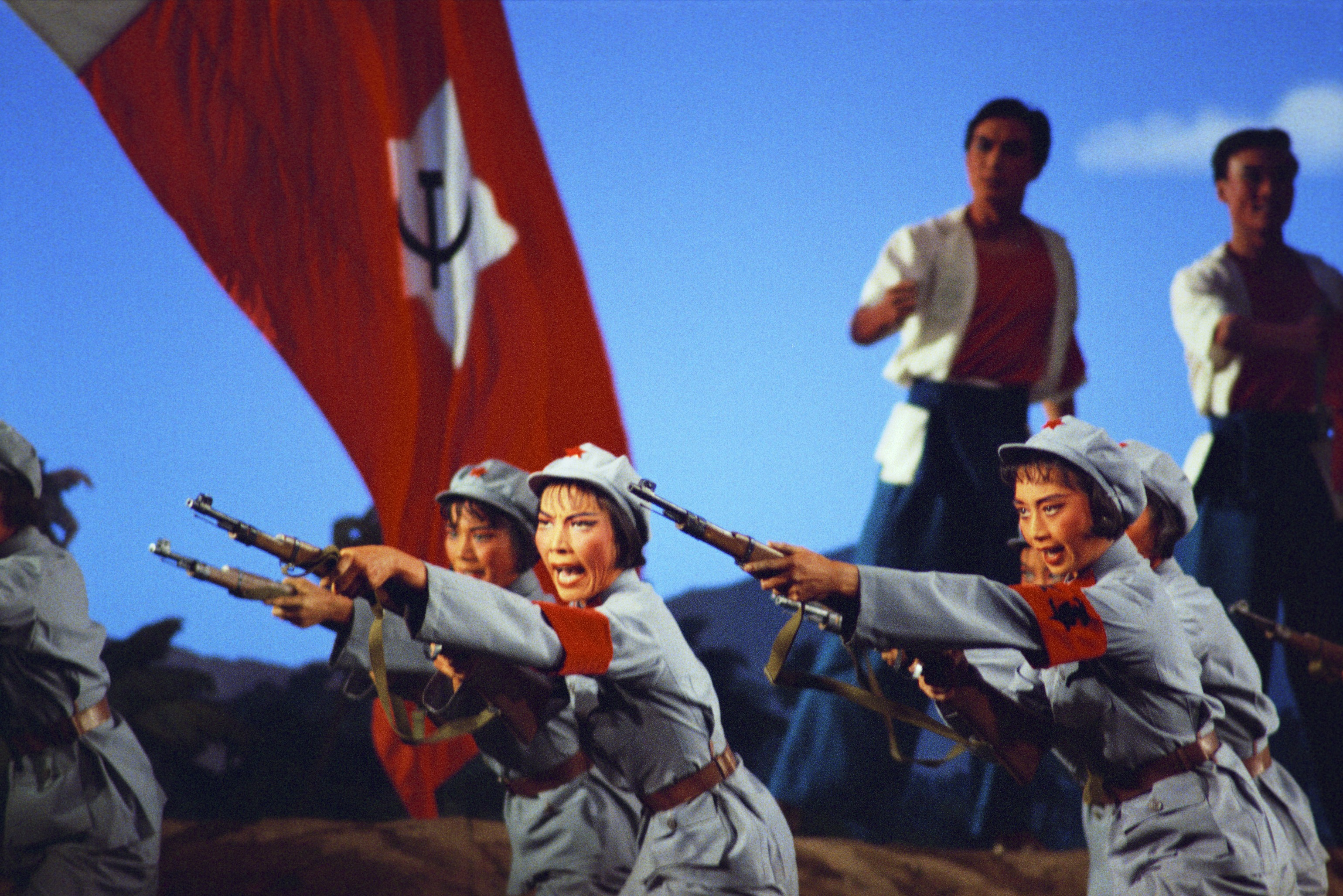
Photo du ballet Le Détachement féminin rouge.

- Nanjing Little Red Flower Dance Troupe (en) (1950, enfants)
- Ballet national de Chine (1959)
- Revolutionary Opera
  - Le Détachement féminin rouge (1964), La Fille aux cheveux blancs

* Shanghai Ballet Company
- Guangzhou Ballet
- Hong Kong Ballet
- Liaoning Ballet
- Suzhou Ballet
- Tianjin Ballet

### 1980-2020
- City Contemporary Dance Company (en) (Hong-Kong, 1979, Willy Tsao)
- Beijing Modern Dance Company
- Guangdong Modern Dance Company (GMDC) (Canton, 1992, Willy Tsao)
- Living Dance Studio in Beijing
- BeijingDance / LDTX (2005)
- TAO Dance Theater (2008)[17], direction artistique de Tao Ye[18],[19]
- (en) Dance companies in China

## Danses urbaines
- Danse de place  ou guangchangwu
- Yangge[20]
- Danse acrobatique à Chongqing[21]
- Nouvelle conception des espaces publics et de leurs usages[22]
- Danses de rue[23]